# National Air Services
National Air Services Ltd. (kurz NAS) ist eine im Privatbesitz befindliche saudische Charterfluggesellschaft mit Sitz in Dschidda.

## Unternehmen
National Air Services ist auch die Muttergesellschaft der Billigfluggesellschaft Flynas sowie der Charterfluggesellschaft Saad Air. Eine weitere Charter-Tochter namens Kayala Airline stellte 2009 den Betrieb ein.

## Flugziele
National Air Services bietet mit ihren Geschäftsreiseflugzeugen Flüge zu nationalen und internationalen Zielen an.

## Flotte
Mit Stand Februar 2023 besteht die Flotte der National Air Services aus einem Flugzeug:
- 1 Airbus A318-100 Elite

### Ehemalige Flotte
- 2 Airbus A320-200 Prestige
- 2 Boeing BBJ 1
- 2 Boeing BBJ 3
- 1 Boeing 737-900
- 1 Boeing 777-300
- 1 Boeing 787-8

National Air Services verfügt außerdem eine Vielzahl von kleineren Geschäftsflugzeugen des Typs Dassault Falcon 2000, Gulfstream IV, Raytheon Hawker 750XP und ähnlichen Flugzeugtypen.